# IR-40

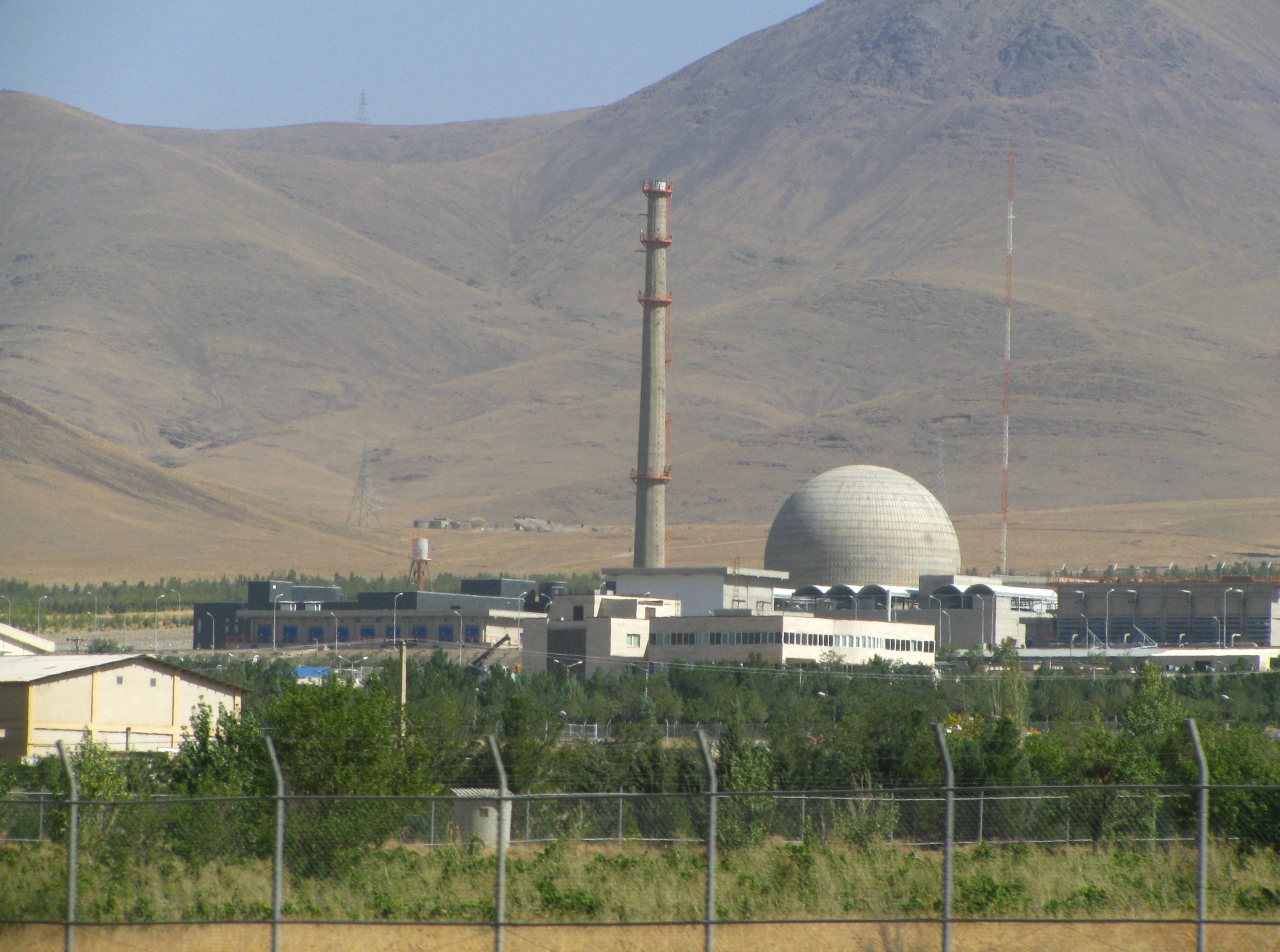
Реактор IR-40 (Арак), 2012 год

IR-40, часть Аракского ядерного комплекса, — это иранский 40-мегаваттный (тепловой) тяжеловодный реактор рядом с Араком, примыкающий к построенному в 1990-х годах Аракскому заводу по производству тяжёлой воды. Строительные работы начались в октябре 2004 года. Первоначально планировалось, что реактор начнет ядерные операции в 2014 году. Реактор был поражён израильским авиаударом во время операции «Народ как лев» в июне 2025 года после того, как Израиль приказал жителям прилегающих районов эвакуироваться для их безопасности.

## История
В середине 1980-х годов руководство Ирана приняло решение о строительстве атомной электростанции на природном уране (то есть не требующей обогащения для производства топлива), использующей тяжёлую воду в качестве замедлителя и теплоносителя. Проект реактора был готов на 90 % к 2002 году. К тому времени существующий Тегеранский исследовательский реактор после 35 лет эксплуатации достигал своих проектных пределов безопасности и был окружен пригородами Тегерана.
Изначально реактор планировалось построить в Исфахане. В 2002 году было решено построить его на нынешнем месте, недалеко от Арака. В августе 2006 года появились противоречивые сообщения о том, когда реактор будет введен в эксплуатацию: одно утверждало, что завод запустится в 2009 году, в то время как другое сообщало, что эксплуатация будет отложена до 2011 года. Сообщается, что российская фирма «Никиет» помогала с частями проекта, но прекратила работу в конце 1990-х годов после давления со стороны США.\.
Сообщения прессы указывают, что президент Ирана Махмуд Ахмадинежад посетил реактор в июне 2013 года по случаю установки корпуса реактора, что является последним этапом перед началом эксплуатации.

## Текущее состояние
В июле 2015 года в рамках Совместного всеобъемлющего плана действий Иран согласился перепроектировать реактор IR-40 при содействии Группы 5 + 1, чтобы минимизировать производство плутония и избежать производства оружейного плутония. Иран также согласился удалить активную зону или каландр реактора и залить его бетоном, чтобы сделать его непригодным, а также экспортировать всё отработанное топливо в течение одного года после его удаления из реактора.
В январе 2016 года Иран заявил, что активная зона реактора была удалена и будет залита бетоном. В январе 2019 года в интервью Channel 4 TV (Иран) Али Акбар Салехи, глава Организации по атомной энергии Ирана, заявил, что Иран закупил запасные части для замены активной зоны, а фотографии заливки бетона в реакторную шахту были фотошоплены.
В июне 2025 года защитная оболочка реактора была разрушена прямым попаданием Израиля во время ирано-израильской войны, так же как и дистилляционные колонны на прилегающем заводе по производству тяжёлой воды. Ранее Израиль приказал жителям прилегающих районов эвакуироваться, в частности из Арака и Хондаба.

## Роль в ядерной программе Ирана

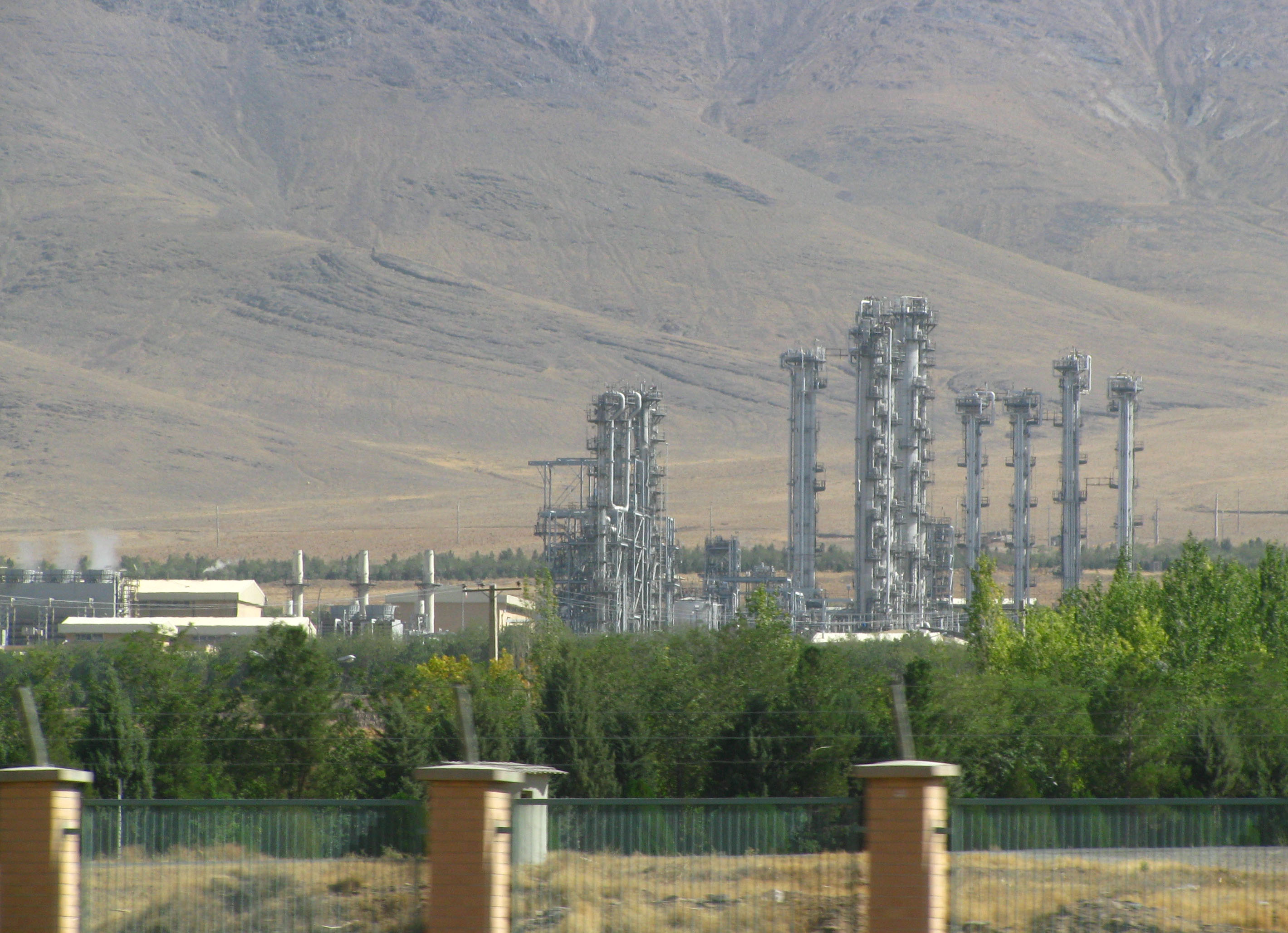
Завод по производству тяжёлой воды недалеко от Арака

Иран заявляет, что реактор будет использоваться только для исследований и разработок, производства медицинских и промышленных изотопов. 16 июня 2010 года Иран объявил о планах производства топлива для Тегеранского исследовательского реактора к сентябрю 2011 года и строительства нового реактора мощностью 20 МВт для производства радиоизотопов в течение пяти лет.
Аспекты конструкции IR-40 также послужат прототипом и испытательным стендом для более крупной АЭС Дарховин мощностью 336 мегаватт, строящейся недалеко от Ахваза.

### Проблемы распространения
Существуют некоторые опасения относительно способности реактора производить достаточно плутония для нескольких единиц ядерного оружия ежегодно. Однако МАГАТЭ сообщило, что не обнаружило признаков продолжающейся деятельности по переработке, необходимой для извлечения плутония из отработанного топлива. При полной эксплуатации ожидается, что реактор будет производить от 10 кг до 12 кг плутония в год в своем отработанном ядерном топливе.
Тяжеловодные реакторы на природном уране изначально предназначались для производства оружейного плутония, пригодного для создания ядерного оружия. Анализ показывает, что Иран мог бы ежегодно извлекать 8-10 килограммов высокочистого Pu-239 из топлива, облученного в IR-40. Это, по данным МАГАТЭ, является достаточным количеством оружейного материала для производства 1-2 единиц ядерного оружия ежегодно. В августе 2009 года МАГАТЭ был предоставлен доступ к IR-40, и оно смогло провести проверку проектной информации, в ходе которой МАГАТЭ подтвердило, что объект «на текущей стадии строительства соответствует проектной информации, предоставленной Ираном по состоянию на 24 января 2007 года».
В результате опасений, что этот плутоний будет способствовать разработке оружия, бывший заместитель генерального директора МАГАТЭ по гарантиям Олли Хейнонен предложил перепроектировать реактор на использование слегка обогащенного уранового топлива вместо природного урана. Использование обогащенного уранового топлива в сочетании с расширенными операциями снизит способность реактора производить оружейный плутоний.
Иран заявил, что не намерен перерабатывать отработанное топливо IR-40 для извлечения оружейного плутония, а также не будет работать в режиме с низким выгоранием, который мог бы производить оружейный плутоний. Первоначально на площадке в Араке планировался объект с горячими камерами, способный обрабатывать облученное топливо и мишени (например, мишени для производства медицинских радиоизотопов) из IR-40. В 2004 году планы по созданию горячих камер в Араке были отменены. Однако некоторые эксперты по нераспространению выразили обеспокоенность, что после того, как будет облучено достаточно топлива, Иран может модифицировать этот объект или построить отдельный объект по переработке для извлечения оружейного плутония.